# Euselasia cafusa
Euselasia cafusa is een vlindersoort uit de familie van de prachtvlinders (Riodinidae), onderfamilie Euselasiinae.
Euselasia cafusa werd in 1868 beschreven door H. Bates.